# Bělušice (Ústí nad Labem)
Bělušice é uma comuna checa localizada na região de Ústí nad Labem, distrito de Most.